# Горушки (станция, Псковская область)
Горушки — сельский населённый пункт — станция — в Невельском районе Псковской области России. Входит в состав Ивановской волости.

## География
Расположена в 4 км к северу от города Невель на участке железной дороги Невель — Новосокольники — Дно — Санкт-Петербург.

## Население
| 2001 | 2002 | 2010 |
| ---- | ---- | ---- |
| 79   | ↘41  | ↘32  |

Численность населения деревни по оценке на начало 2001 года составляла 79 человек.